# Кравченко, Алексей Викторович
Алексей Викторович Кравченко (бел. Аляксей Віктаравіч Краўчанка; род. 15 января 1985) — белорусский футболист, защитник. Главный тренер гомельского клуба «Бумпром».

## Биография
Начал карьеру в дубле ФК «Гомель» в 2001 году, где стал победителем чемпионата дублёров. В 2004 году дебютировал в высшей лиге в составе ФК «Гомель», за который играл до 2007 года.  2007 и 2008 год провёл в аренде в Первой лиге в речицком «Ведриче-97». 2009 и 2010 год играл за гомельский ДСК в первой лиге, с которым дважды стал бронзовым призёром и пробился в 1/2 финала кубка Беларуси.
В 2011 году был игроком основы команды высшей лиги ФК «Витебск», а после вылета клуба из Высшей лиги перешёл в «Днепр», в котором стал победителем первой лиги.
В марте 2013 года стал игроком брестского «Динамо». В августе 2013 года перешёл в «Ведрич-97». В апреле 2014 года вновь стал игроком «Витебска», в качестве основного центрального защитника помог клубу вернуться в высшую лигу. В 2015 году сыграл 25 матчей и забил 2 мяча в высшей лиге в составе "Витебска".
В январе 2016 года по истечении срока действия контракта покинул «Витебск». Вскоре перешёл в «Гомельжелдортранс» (с 2017 года — «Локомотив»), с которым в марте 2016 года подписал контракт.
В 2019 году в составе сборной Беларуси выиграл чемпионат мира среди железнодорожников, проходивший во Франции. В январе 2020 перешёл в речицкий «Спутник», с которым стал победителем первой лиги. После окончания сезона завершил профессиональную карьеру игрока и перешёл на тренерскую работу в «Спутнике».

## Тренерская карьера
Начало тренерской карьеры- 2021 год, в тренерском штабе ФК Спутник. В июне 2021 года был назначен исполняющим обязанности главного тренера «Спутника». В декабре 2021 года назначен главным тренером «Бумпрома».. В ноябре 2023 года продлил контракт с гомельским «Бумпромом» клубом до конца 2024 года.  В 2024 году прошёл тренерские курсы, и получил  "А-диплом UEFA" и тренерскую лицензию "А UEFA".

## В сборной
Играл за юношескую, юниорскую и молодёжную сборную Беларуси.
В январе 2005 года провёл один матч за молодёжную сборную Беларуси на международном турнире в Дохе.

## Достижения
- Чемпион Первой лиги Беларуси: 2012, 2020
- Бронзовый призёр Первой лиги Беларуси: 2009, 2010, 2014, 2016.